# Encephalartos transvenosus
Encephalartos transvenosus är en kärlväxtart som beskrevs av Otto Stapf och Burtt Davy. Encephalartos transvenosus ingår i släktet Encephalartos och familjen Zamiaceae. IUCN kategoriserar arten globalt som livskraftig. Inga underarter finns listade i Catalogue of Life.

## Bildgalleri

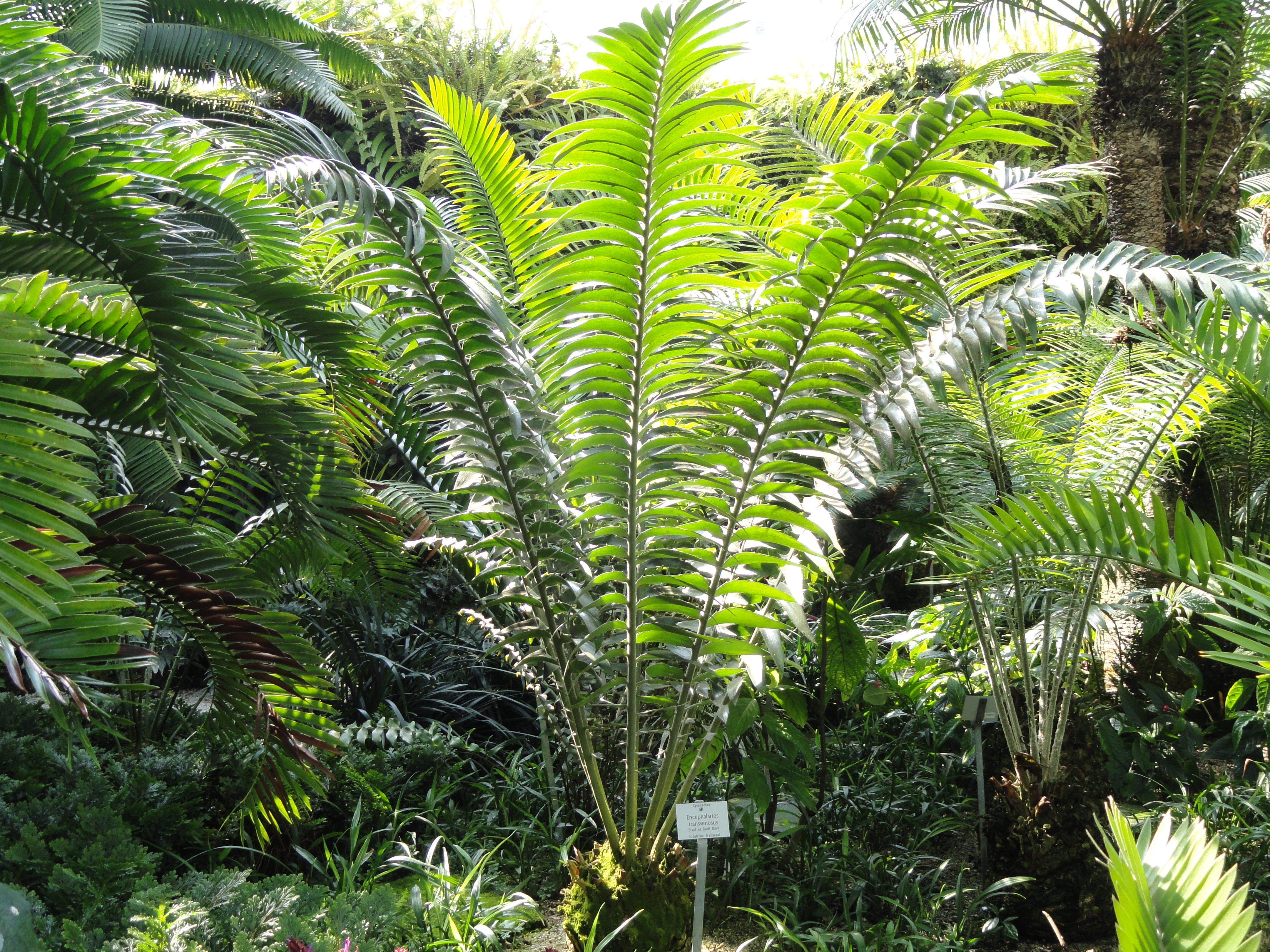
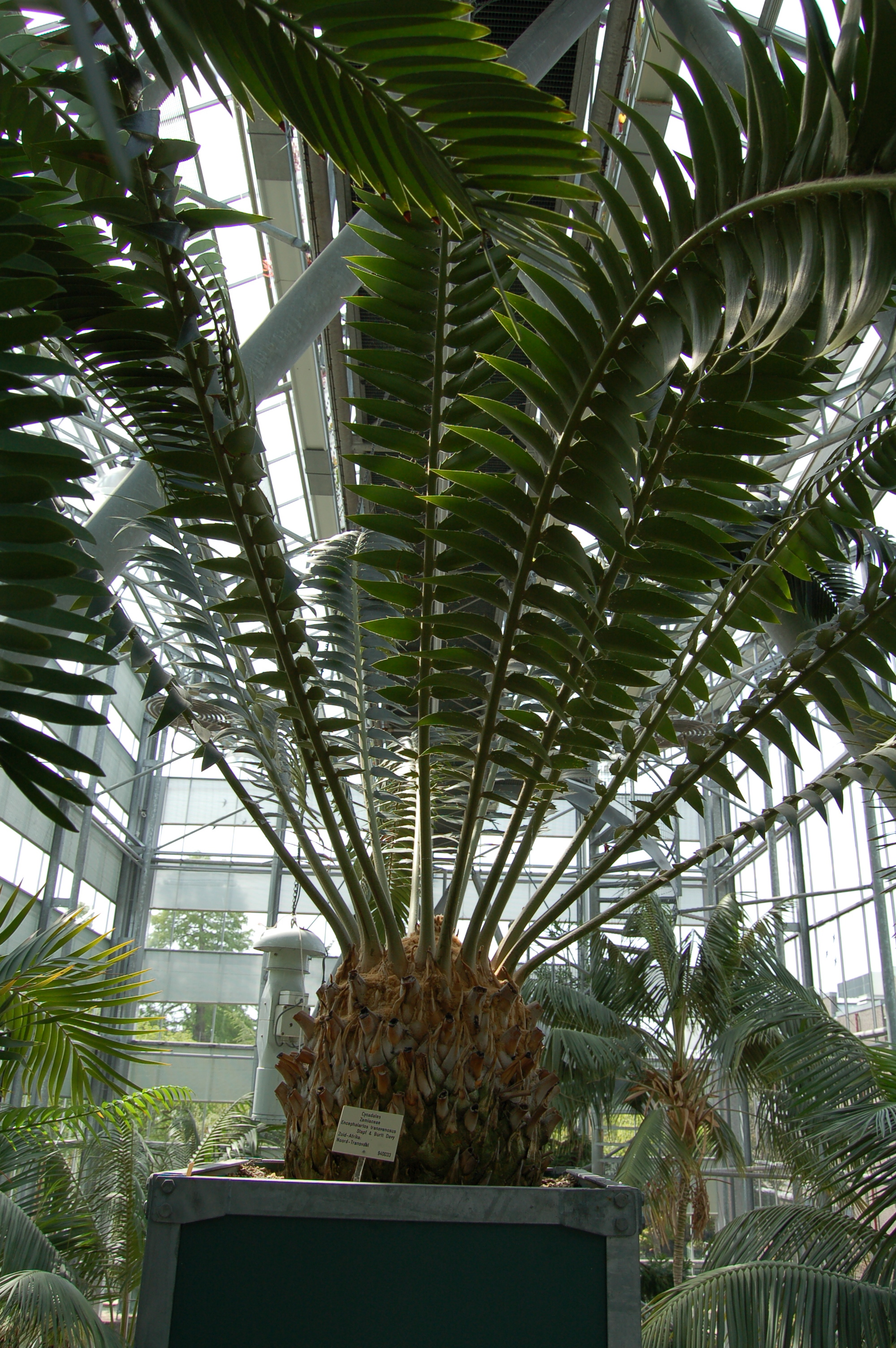
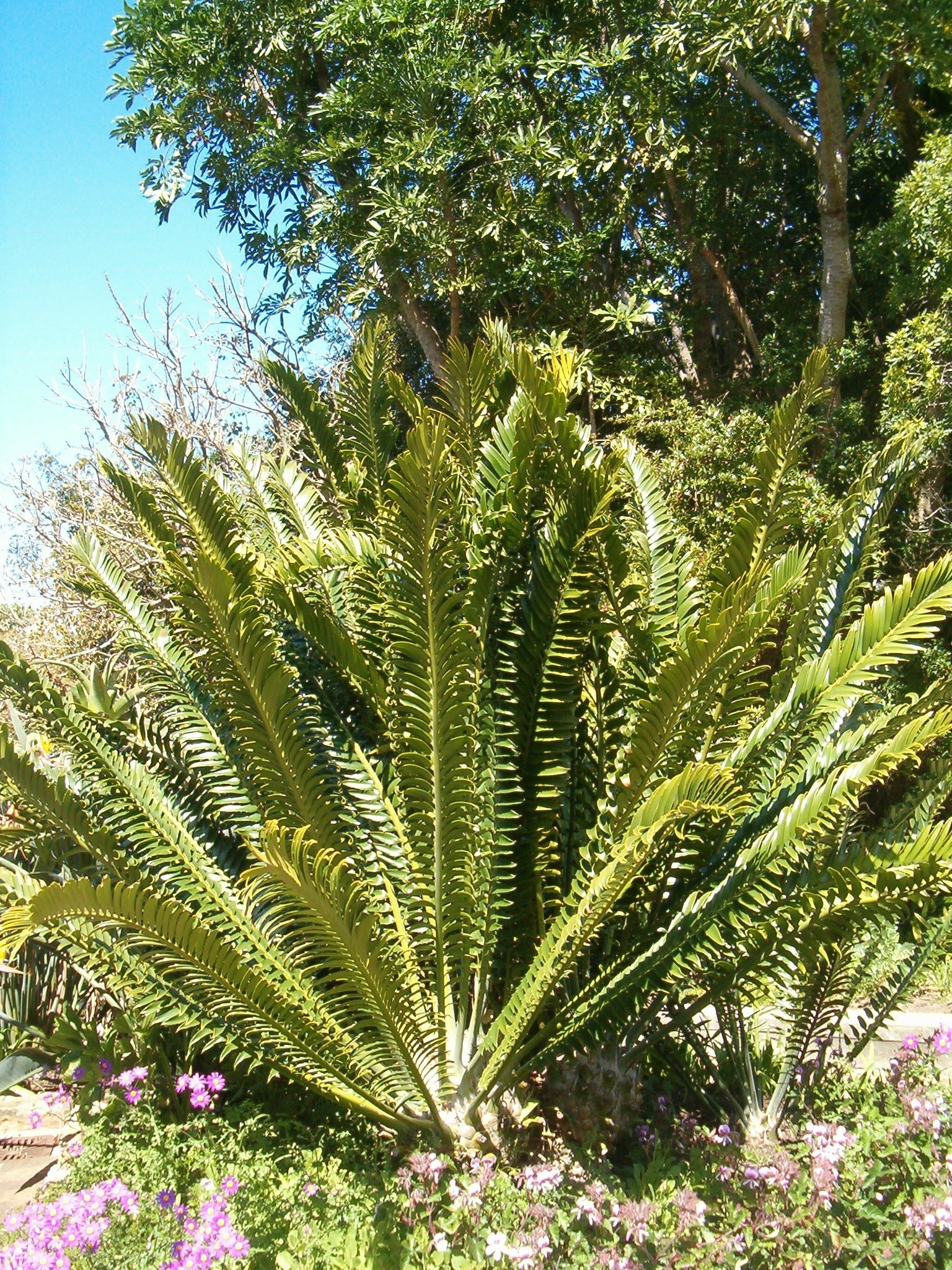
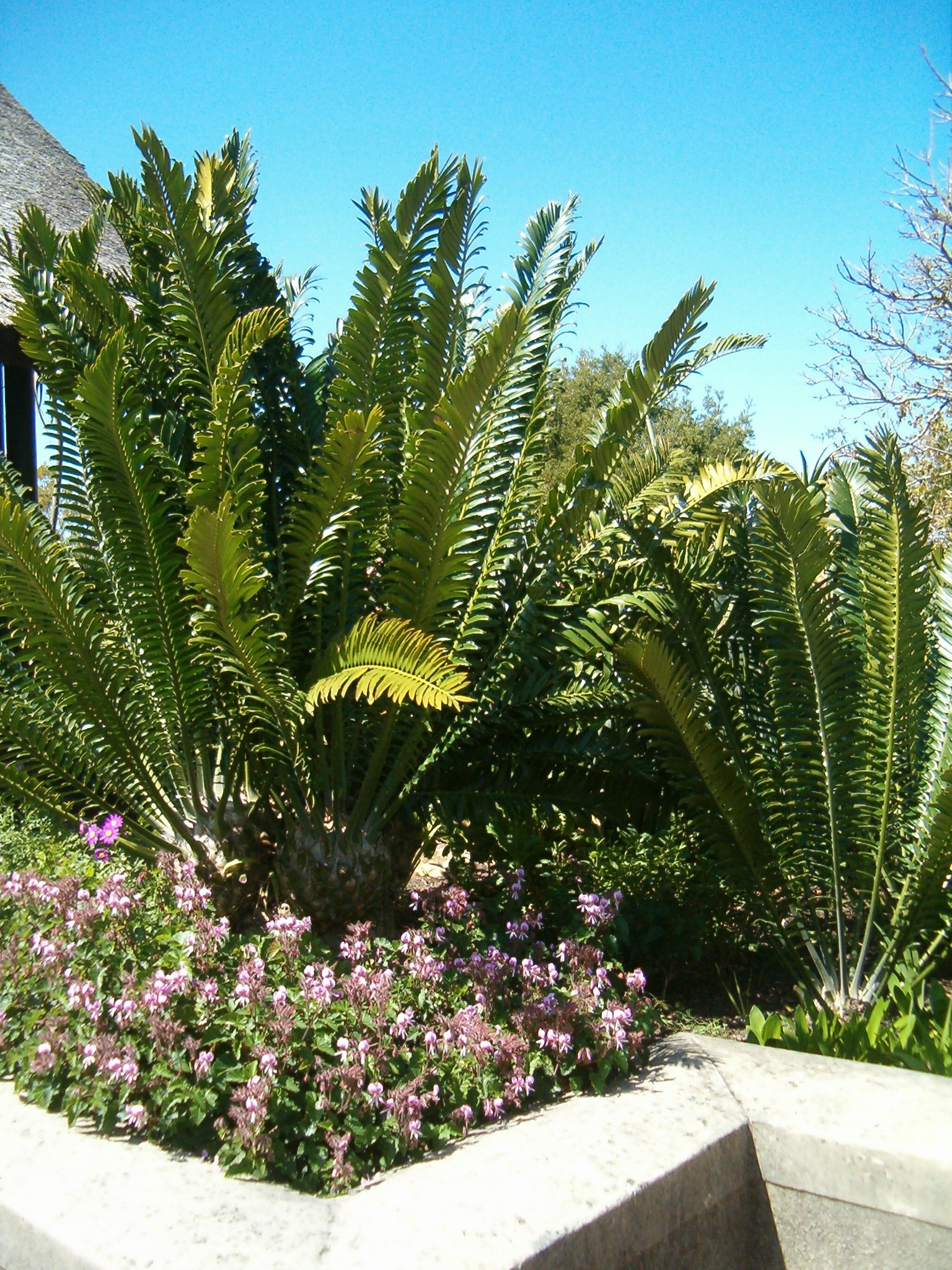
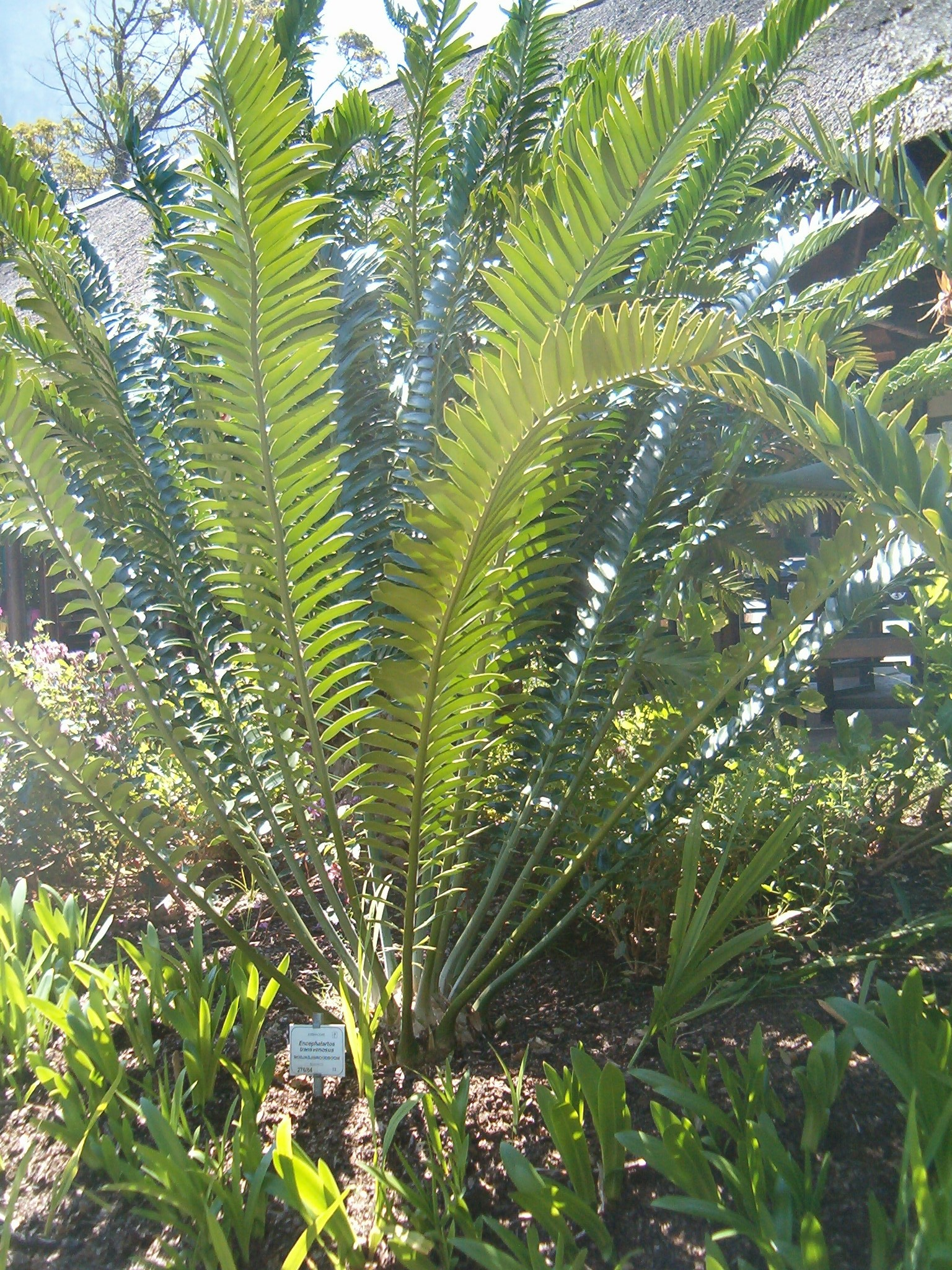
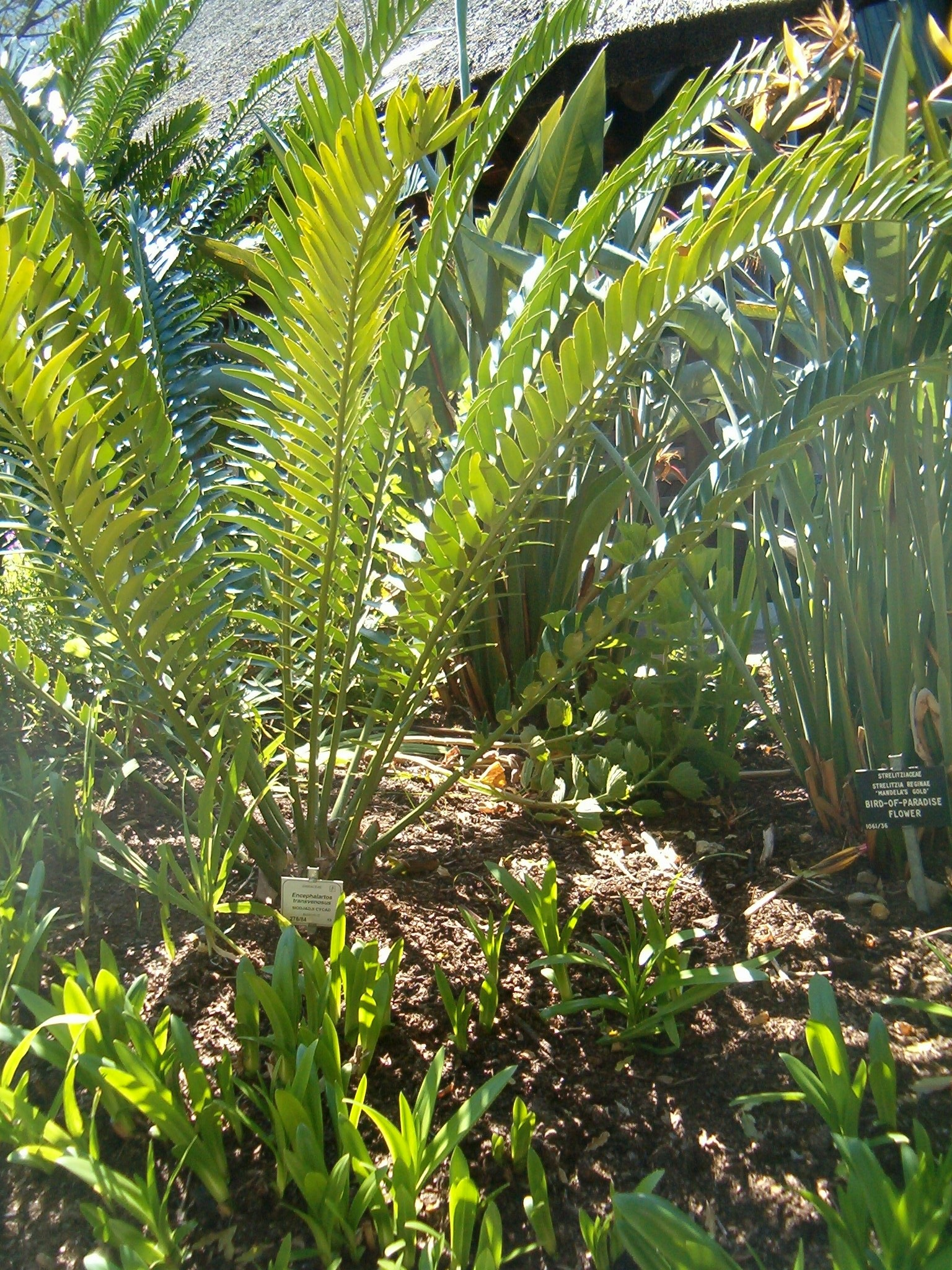